# Mario De Grassi (1937)
Mario Degrassi (Monfalcone, 16 luglio 1937) è un ex calciatore italiano, di ruolo centrocampista.

## Carriera
Giocò in Serie A con la Triestina.

## Palmarès

### Club
- CRDA Monfalcone Serie D (1950)
- U.S. TRIESTINA   Serie A (1958)
- S.C. POTENZA Serie C (1961)
- S.C. POTENZA Serie B (1963)
- U.S. CASERTANA Serie C (1966)

#### Competizioni nazionali
Convocazione in Nazionale B (1958)